# Yuriy Radonyak
Yuriy Radonyak est un boxeur soviétique né le 8 octobre 1935 à Grozny et mort le 28 mars 2013.

## Biographie
Champion d'union soviétique des poids welters en 1960, Radonyak participe aux Jeux olympiques de Rome dans la même catégorie et remporte la médaille d'argent. Il termine sa carrière de boxeur sur un bilan de 197 victoires en 226 combats et devient entraineur. Il accompagne ainsi les délégations soviétiques aux Jeux olympiques de 1972 et 1976.

## Palmarès

### Jeux olympiques
- Médaille d'argent en -67 kg en 1960 à Rome, Italie